# Sóng Kelvin
Sóng Kelvin là sóng trong đại dương hoặc bầu khí quyển cân bằng lực Coriolis của Trái Đất chống lại ranh giới địa hình như đường bờ biển hoặc ống dẫn sóng như đường xích đạo. Một đặc điểm của sóng Kelvin là nó không phân tán, tức là tốc độ pha của các đỉnh sóng bằng với tốc độ nhóm của năng lượng sóng cho tất cả các tần số. Điều này có nghĩa là nó vẫn giữ được hình dạng khi nó di chuyển theo hướng dọc bờ theo thời gian.
Sóng Kelvin (động lực học chất lỏng) cũng là một chế độ nhiễu loạn quy mô dài của một xoáy trong động lực siêu lỏng; về mặt dẫn xuất khí tượng hoặc hải dương học, người ta có thể cho rằng thành phần vận tốc kinh tuyến biến mất (tức là không có dòng chảy theo hướng nam bắc, do đó làm cho phương trình động lượng và liên tục đơn giản hơn nhiều). Làn sóng này được đặt theo tên của người phát hiện, Nam tước Kelvin (1879).